# Stevan Švabić
Stevan Švabić, srbski častnik, borec za severno mejo, * 1. november 1865, Božurnja, Srbija, † 21. januar 1935, Beograd.
Med prvo svetovno vojno je bil Švabić ranjen in ujet. Po propadu Avstro-Ogrske se je med vračanjem iz ujetništva 6. novembra 1918 ustavil z drugimi srbskimi ujetniki v Ljubljani. Tu je postal po dogovoru s članom Narodnega sveta v Zagrebu Svetozarjem Pribičevićem član Narodne vlade SHS v Ljubljani. Zbral je 74 častnikov in 300 vojakov ter iz njih sestavil Komando srbskih enot v Ljubljani. Prodiranje italijansko divizije proti Vrhniki in Ljubljani je 14. novembra  skušal najprej ustaviti s posebno noto, nato je poslal proti njej okoli 300 mož z dvanajstimi mitraljezi in jih ustavil. Obranil je tudi Premogovnik Trbovlje. S svojo enoto je sodeloval tudi z Rudolfom Maistrom pri bojih za severno mejo.
Dosegel je čin polkovnika; 1930 ga je ljubljanski mestni svet imenoval za častnega meščana.
Po njem se danes imenujeta ulici v Ljubljani in na Vrhniki.

## Vir
1. ↑  »Naziv častni meščan«. ljubljana.si. Pridobljeno 10. marca 2018.